# Département d’Adzopé
Adzopé ist eines der 105 Départements der Elfenbeinküste in der Region La Mé des Distrikts Lagunes. Es unterteilt sich in die beiden Gemeinden Adzopé und Agou.
Das Departement hat laut Zensus von 2014 193.518 Einwohner.